# Philippe Peythieu

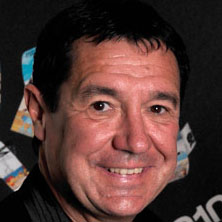
Philippe Peythieu (2008)

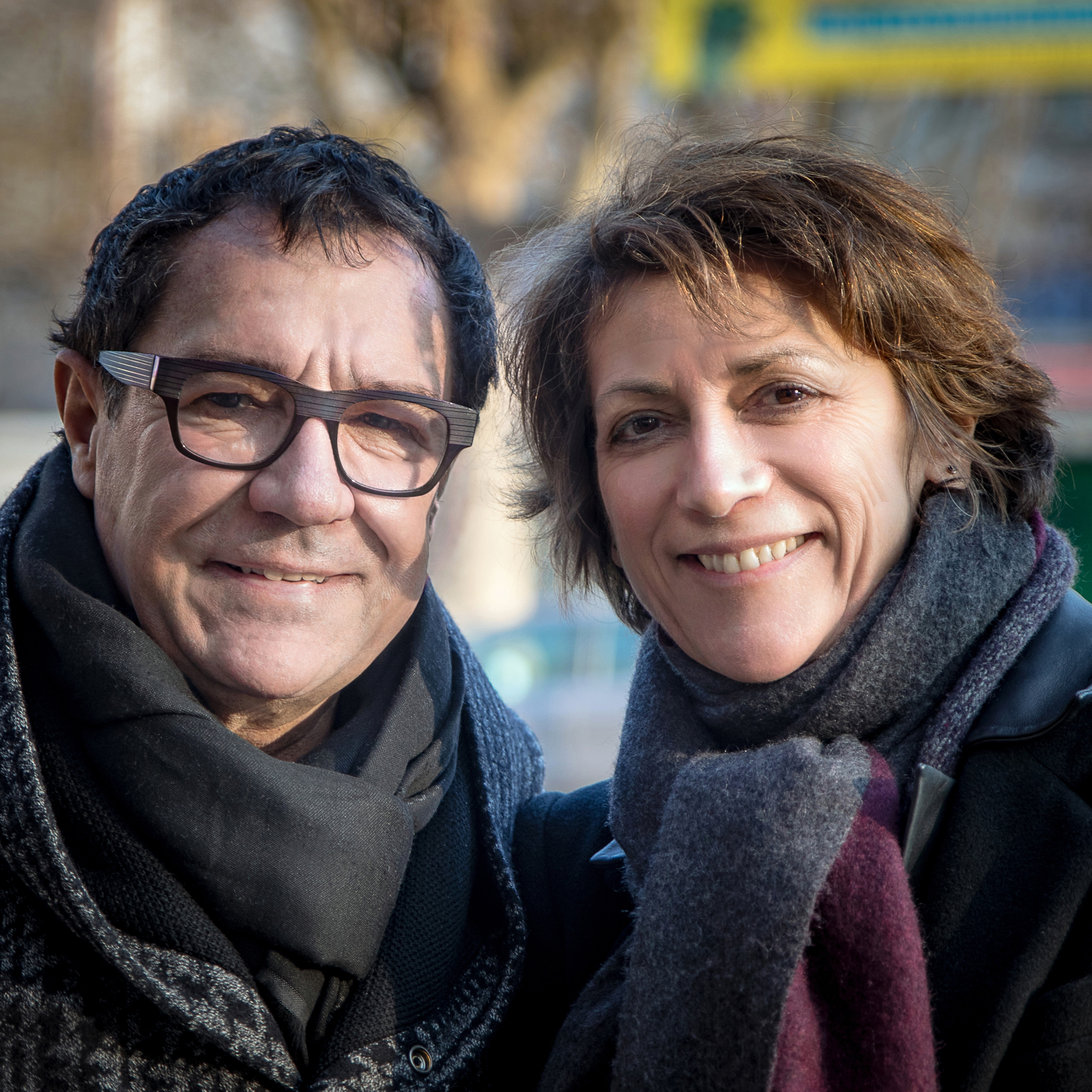
Philippe Peythieu und Véronique Augereau (2016)

Philippe Peythieu (* 25. September 1950) ist ein französischer Schauspieler, Synchronsprecher und -regisseur

## Werdegang
1990 wurde er von FOX für die französische Synchronisation von Homer Simpson in der Kult-Serie Die Simpsons verpflichtet, außerdem vertont er auch die Figuren Abraham Simpson und Otto Mann. Bei den Arbeiten zu der Serie lernte er seine spätere Frau Véronique Augereau kennen, sie synchronisiert die Rolle Marge Simpson. Das Paar hat den Schöpfer der Serie, Matt Groening, dreimal getroffen; 2007 bei der Premiere zu Die Simpsons – Der Film, 2008 beim Festival d’Animation Annecy und 2009 zum 20-jährigen Jubiläum der Serie.
Peythieu wirkt in vielen Produktionen von DC Comics mit. Er ist am besten bekannt als die Stimme des Pinguins in den meisten Filmen, Zeichentrickserien und Videospielen, er hat die Rolle auch in Tim Burtons Verfilmung Batmans Rückkehr synchronisiert, wo die Figur von Danny DeVito verkörpert wurde, er ist seit diesem Film auch die französische Stammstimme von DeVito. Er synchronisiert auch Schauspieler wie Stephen Rea, Corbin Bernsen, Richard Schiff und David Morse. Er ist die Stimme von Dr. Nefarious in der Videospiel-Serie Ratchet und Clank.
Peythieu arbeitete auch als Synchronregisseur, so war er für die Leitung von Serien wie 24 oder Buffy verantwortlich.